# Première exposition d'art russe de Berlin

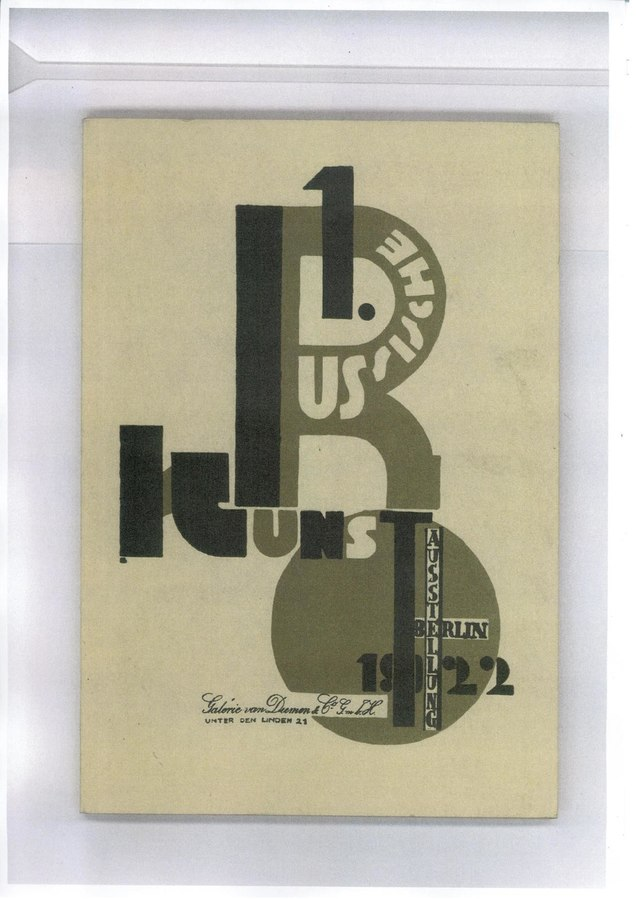
Page de titre du catalogue d'exposition de la Première exposition d'art russe de Berlin par El Lissitzky.

La Première exposition d'art russe de Berlin (Erste Russische Kunstausstellung Berlin) s'est tenue en 1922 dans la galerie van Diemen et est connue pour avoir été la première grande exposition sur l'avant-garde russe en Europe depuis 1917.
Largement oubliée depuis le début des années 1930, l'exposition a repris une place importante depuis la réévaluation de la contribution russe dans le développement de l'art moderne, notamment grâce au constructivisme.

## Localisation et dates
L'exposition s'est tenue du 15 octobre 1922 à fin décembre 1922 dans les salons de la galerie van Diemen Unter den Linden, 41. 

## Artistes exposants
- Boris Koustodiev : Frau am Samowar
- Stanislav Joukovski : Winter
- Abram Arkhipov : Beim Zeitungslesen ; Bäuerin
- Nikolaï Krymov : Landschaft
- Constantin Korovine : Mädchen
- Ilia Machkov : Landschaft
- Alexandre Guerassimov : Alte Frau
- David Bourliouk : portrait (Kamenski)
- Robert Falk : portrait
- Pavel Filonov : composition
- Kusnietzow : Landschaft
- Aristarkh Lentoulov : Zwei Frauen
- Piotr Kontchalovski : portrait
- Marc Chagall : Die Hausfrau
- Antoine Pevsner : nature morte
- Wassili Wassiljewitsch Roschdestwenski : nature morte
- Nadejda Oudaltsova : Am Piano
- Lioubov Popova : composition
- Alexandra Exter : Venise

- Kasimir Malevitch : Suprematismus

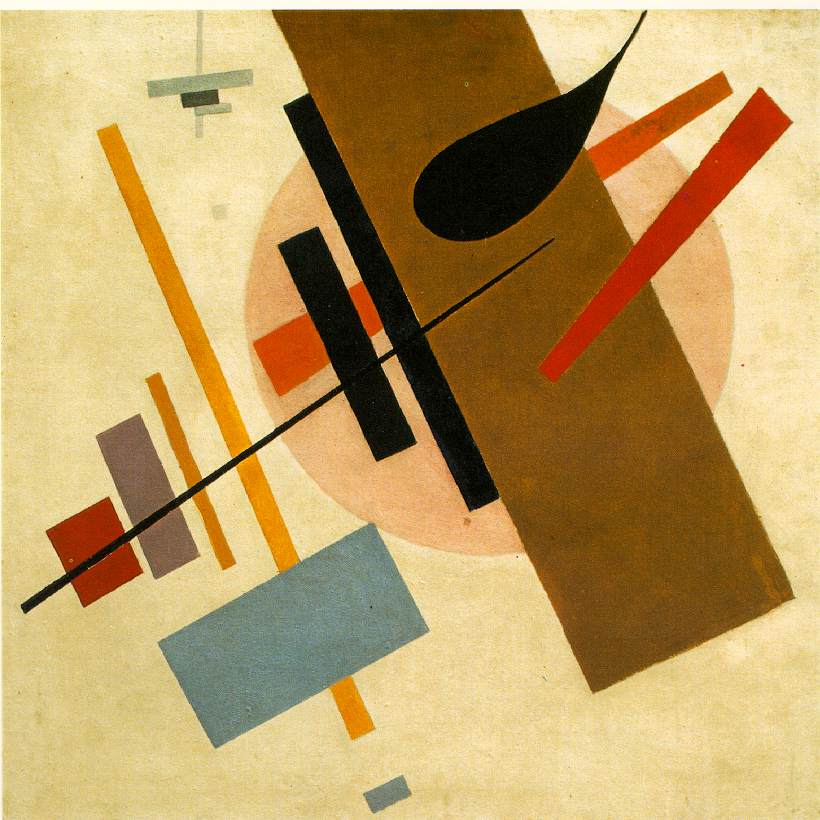
Kasimir Malevitch, Suprematismus, 1916.

- Alexandre Rodtchenko : Gegenstandslos
- Vassily Kandinsky : composition
- Aleksandrs Drēviņš : composition
- Natan Altman : Petrokommuna
- David Šterenberg : nature morte (Faktur-Kontrast), Vase (Faktur-Kontrast)
- Natan Altman : Russland (objet polychronique)
- El Lissitzky : Stadt

- Jean Pougny : nature morte
- Alexandre Benois : Landschaft
- Tschekrygin : Köpfe
- Marc Chagall : Köpfe

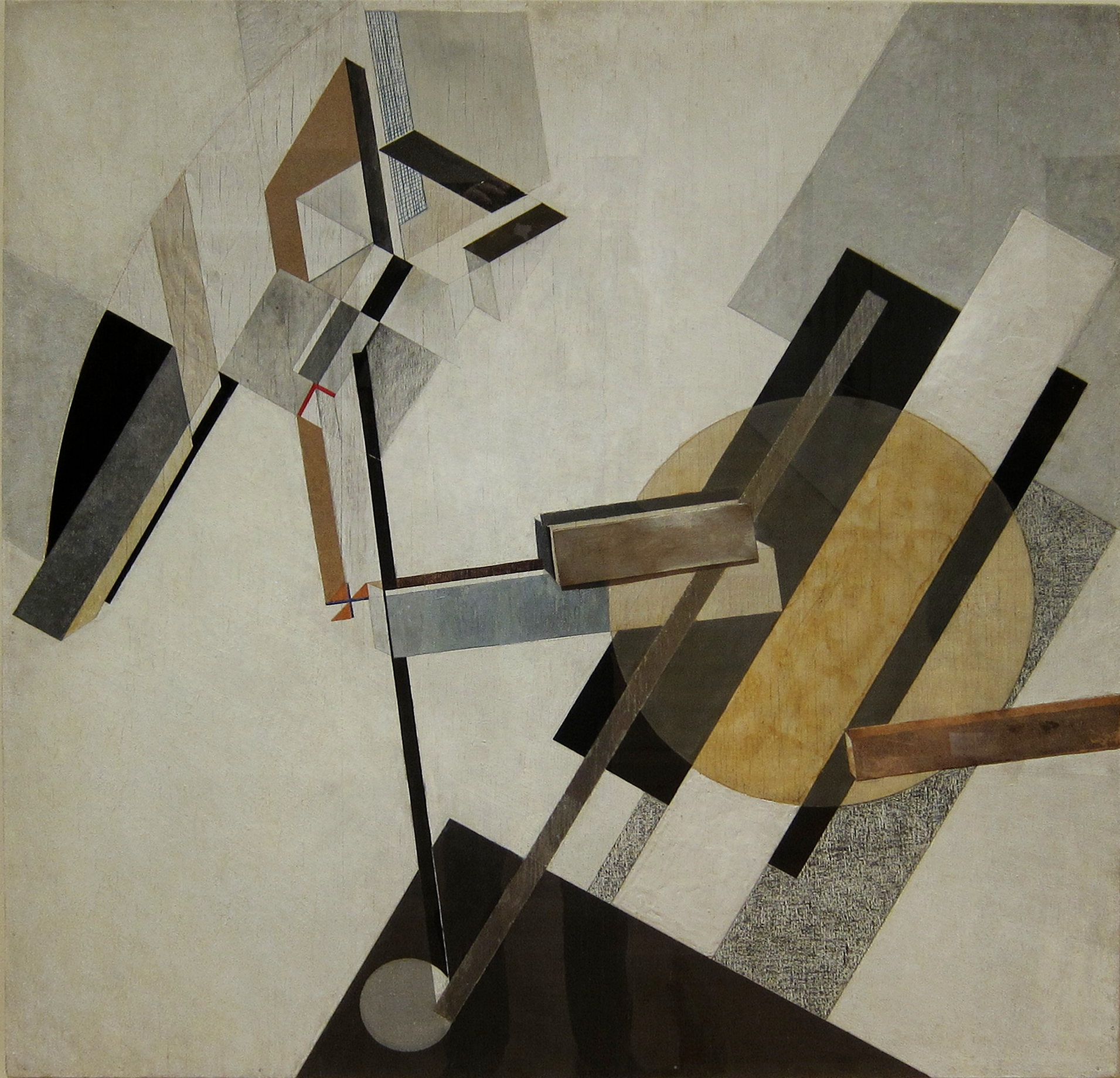
El Lissitzky, œuvre exposée à l'exposition.

- David Šterenberg : Studie (lithographie)
- Wladimir Iwanowitsch Koslinski : Nacht
- Jelena Iwanowna Schestopalowa : Straßenkampf
- Lew Alexandrowitsch Bruni : Kind
- Vera Ermolaeva : décoration de théâtre (Victoire sur le soleil)
- Gueorgui Iakoulov : Skizze für Moskauer Kammertheater (Brambilla)
- Natan Altman : Theaterdekorations-Modell (Moskauer Jüdisches-Kammertheater)
- Vladimir Tatline : Wald (Theaterdekoration)
- Alexandra Exter : Dekoration ; Figurine (Moskauer Kammertheater, „Romeo und Julia“)
- Vladimir Tatline : Contre-Relief
- Naum Gabo : Raumkonstruktion C (Modell zu einer Glasplastik)
- Alexander Archipenko : Ägyptisches Motiv (faïence) ; Figur (bronze)
- Naum Gabo : Konstruktiver Kopf Nr. 2 1916 (fer)
- Mechmetzki : Raumkonstruktion
- Porcelaines de la manufacture d'État de Pétersbourg (1918–1922)